# Diplocotes minuta
Diplocotes minuta is een keversoort uit de familie klopkevers (Ptinidae). De wetenschappelijke naam van de soort werd in 1928 gepubliceerd door Charles Oke.